# Oblężenie Alkmaaru
Oblężenie Alkmaaru – oblężenie, które miało miejsce w roku 1573 w trakcie wojny osiemdziesięcioletniej.
Upadek Haarlemu poważnie zagroził holenderskiemu powstaniu, bo ich pozycje zostały przecięte na pół. Siły dowodzone przez syna księcia Alby ruszyły na północne miasto Alkmaar, choć ważniejsza była południowa część powstańczego terytorium. Miasto otoczone było nowymi fortyfikacjami zaprojektowanymi przez Adriaana Anthonisza (który przeżył oblężenie w tym mieście), ale bronione przez jedynie 2000 żołnierzy, głównie lokalnej milicji, przeciwko której Hiszpanie mieli 16 tys. weteranów. Leżało na podmokłych terenach, bardziej jeszcze niesprzyjających oblegającym, niż Haarlem.
Pierwszy szturm zakończył się niepowodzeniem, a hiszpańska artyleria oblężnicza dotarła na miejsce z dwutygodniowym opóźnieniem. Mimo to, Hiszpanie byli zdeterminowani by zdobyć miasto, a książę Alby zapowiadał, że wymorduje wszystkich jego mieszkańców, skoro niczego się nie nauczyli z klęski Haarlemu. Wojska hiszpańskie otoczyły Alkmaar, ale za pozwoleniem księcia Orańskiego, obrońcy otworzyli śluzy w pobliżu miasta. Dowódca hiszpański zaangażował do pomocy flotę śródlądową, co doprowadziło do bitwy na wodach Zuiderzee, którą wygrała flotylla holenderska i Hiszpanie zostali zmuszeni do wycofania się. 
Alkmaar był pierwszym znaczącym miastem holenderskim, które wytrzymało hiszpańskie oblężenie, a zarazem ostatnią bitwą, którą książę Alba stoczył na północy kraju. Oblężenia Haarlemu i Alkmaaru związały główne siły hiszpańskie przez cały 1573 rok, mimo że należały do najsłabszych miast holenderskich. Determinacja obrońców, gotowych raczej utonąć niż się poddać, i heroizm ich oporu, do którego, mimo panującego w mieście głodu, włączyli się wszyscy, łącznie z kobietami i dziećmi, przeszedł do legendy i był szeroko opiewany w powstańczych pismach.